# Сузе и љубав
Сузе и љубав (шп. Yo amo a Paquita Gallego) колумбијска је теленовела, снимана током 1997. и 1998.
У Србији је приказивана 2001. на ТВ Палма, а касније и на осталим локалним телевизијама.

## Синопсис
При рођењу Пакита није пролила ниједну сузу, што је по њеној тетки Чавели симптом несреће.
Пакита бива одбачена од свих, па и од саме мајке. Само две особе би дале свој живот за њен, једна је њена тетка Чавела, друга је њен пријатељ из детињства Андрес. Али, родитељи ће их, због незараслих рана из њихове прошлости, раздвојити…
Након више година, осећајући се сама, Пакита се одлучује удати за породичног лекара Рајмунда Руегаса. Тада Андрес одлучује да се врати како би је повратио, али стиже касно. Очајан и тужан жени се Рином Марселом, највећом Пакитином непријатељицом. Тако отпочиње Пакитина и Андресова потрага за срећом.

## Улоге
| Глумац:              | Улога:                     |
| -------------------- | -------------------------- |
| Кристина Умања       | Пакита Гаљего / Роса       |
| Андрес Хуан Ернандес | Андрес Хидалго             |
| Викторија Гонгора    | Рина Марсела Норијега      |
| Маргалида Кастро     | Исабела Чавела Варгас      |
| Олга Лусија Лозано   | Викторија Норјега          |
| Луис Фернандо Салас  | Џон Хајро Запата           |
| Хајме Барбини        | Рајмундо Ругелес           |
| Данијел Очоа         | Алехандро Олмос            |
| Каролина Лизаразо    | Бетина Лусети              |
| Данијел Араиза       | Густаво Павито де ла Плава |
| Луз Стела Лзенгас    | Татјана Мартин             |
| Хуан Пабло Шак       | Кенет Мартин               |
| Фабиола Посада       | Сефира                     |
| Хувернал Камачо      | Николас                    |
| Лино Мартоне         | Естебан                    |
| Грегорио Пернија     | Анибал Северо              |
| Херман Рохас         | Рамон Норјега              |
| Марсела Карвахал     | Соледад Гаљего             |
| Луис Меса            | Хавијер Хидалго            |
| Енрике Родригез      | Хектор                     |